# خوان مانويل غارسيا (لاعب كرة قدم)
خوان مانويل غارسيا (بالإسبانية: Juan Manuel García Zavala)‏ (18 فبراير 1980 بولاية خاليسكو في المكسيك - ) هو لاعب كرة قدم مكسيكي في مركز الدفاع. لعب مع نادي جامعة غوادالاخارا.

## وصلات خارجية
- خوان مانويل غارسيا على موقع قاعدة بيانات كرة القدم.إي يو (الإنجليزية)